# 보어럼 우드 FC
보어럼 우드 FC(Boreham Wood Football Club)는 잉글랜드 하트퍼드셔주 보어럼우드를 연고지로 하는 축구 구단이다. 1948년 창단되었으며, 2014-15 시즌 콘퍼런스 사우스에서 플레이오프를 거쳐 승격되어 현재 콘퍼런스 프리미어에 소속되어 있다.

## 선수 명단

### 현역
참고: FIFA 자격 규정에 따라 소속된 국가대표팀 국기를 표시합니다. 선수는 복수의 FIFA 비회원국 국적을 가지고 있을 수 있습니다.
| 번호 | 포지션 | 국적     | 이름            |
| ---- | ------ | -------- | --------------- |
| 1    | GK     | 잉글랜드 | 네이선 애쉬모어 |
| 8    | MF     | 탄자니아 | 모하메드 사가프 |

| 번호 | 포지션 | 국적   | 이름            |
| ---- | ------ | ------ | --------------- |
| 20   | FW     | 니제르 | 압둘 압둘말리크 |